# 30. december
30. december er dag 364 i året i den gregorianske kalender (dag 365 i skudår). Der er 1 dag tilbage af året.
Dagens navn er David.

### Begivenheder
Født - Dødsfald
- 1460 - I Rosekrigene i England besejres og dræbes hertugen af York af Slægten Lancasters tropper i  slaget ved Wakefield.
- 1874 - Nordvestbanen mellem Roskilde og Kalundborg indvies.
- 1880 - Transvaal bliver en republik med Paul Kruger som landets første præsident.
- 1918 - Det tyske kommunistparti stiftes.
- 1922 - Unionen af Socialistiske Sovjet Republikker grundlægges.
- 1924 - Edwin Hubble bekendtgør, at der eksisterer andre galakser end "vores" mælkevej. Hubble beregner afstanden til Andromeda til at være hundrede gange større end til den nærmeste stjerne.
- 1947 - Kong Michael af Rumænien abdicerer efter kommunistisk pres og giver plads til dannelse af en kommunistisk folkerepublik.
- 1965 - Ferdinand Marcos bliver præsident af Filippinerne.
- 1993 - Israel og Vatikanet opretter diplomatiske forbindelser.
- 1997 - Sydafrika og Kina opretter diplomatiske forbindelser.
- 2011 - Samoa flytter datolinjen og skifter fra tidszonen UTC−11 (UTC−10 under sommertid) til tidszonen UTC+13 (UTC+14 under sommertid), hvorved landet springer den 30. december over dette år. Tokelau gør det samme - de bruger blot ikke sommertid.

### Født
- 39   - Titus Flavius Vespasianus, romersk kejser (død 81).
- 1756 - Pavel Vranický, tjekkisk komponist (død 1808).
- 1829 - Johan Vilhelm Beck, dansk præst og Indre Missionsformand (død 1901).
- 1857 - H.O.G. Ellinger, dansk fysiker, politiker og direktør (død 1947).
- 1865 - Rudyard Kipling, engelsk forfatter (død 1936).
- 1879 - Ramana Maharshi, indisk mystiker (død 1950).
- 1880 - Ernst Zeuthen, dansk maler og grafiker (død 1938).
- 1880 - Axel Nielsen, dansk nationaløkonom og historiker (død 1951)
- 1904 - Dmitrij Kabalevskij, russisk komponist (død 1987).
- 1912 - Jørgen Staffeldt, dansk politiker, direktør og modstandsmand (død 1944).
- 1913 - Svend S. Schultz, dansk komponist (død 1998).
- 1928 - Bo Diddley, amerikansk musiker (død 2008).
- 1937 - Gordon Banks, engelsk fodboldspiller (død 2019).
- 1942   - Mike Nesmith, guitarist i den amerikanske popgruppe the Monkees  (død 2021).
- 1945 - Davy Jones, engelskfødt sanger i den amerikanske popgruppe the Monkees.
- 1946 - Leif Skov, tidligere direktør for Roskildefestivalen.
- 1946   - Berti Vogts, tysk fodboldspiller og -træner.
- 1946   - Patti Smith, amerikansk poet, sangskriver, sanger.
- 1947 - Kaare R. Skou, dansk politisk medarbejder på TV 2.
- 1949 - Poul Weber, dansk frugtavler og amtspolitiker.
- 1955 - Sanne Salomonsen, dansk sangerinde.
- 1956 - Jes Holtsø, dansk skuespiller og musiker.
- 1958 - Tina Kiberg, dansk operasangerinde.
- 1958   - Irene Simonsen, dansk folketingspolitiker.
- 1959 - Helle Merete Brix, dansk forfatter og journalist.
- 1961 - Douglas Coupland, canadisk forfatter.
- 1961   - Ben Johnson, canadisk atlet.
- 1964 - Thomas Larsen, dansk forfatter og journalist.
- 1969 - Jens Eriksen, dansk badmintonspiller.
- 1973 - Maureen Flannigan, amerikansk skuespiller.
- 1975 - Tiger Woods, amerikansk golfspiller.
- 1982 - Razak Pimpong, ghanesisk fodboldspiller.
- 1984 - LeBron James, amerikansk basketboldspiller.
- 1987 - Jeanette Ottesen Gray, dansk elitesvømmer.

### Dødsfald
- 1866 - Johan Jørgensen Jomtou, dansk litterat (født 1791).
- 1876 - Christian Winther, dansk forfatter (født 1796).
- 1937 - H.N. Andersen, dansk etatsråd og stifter af ØK (født 1852).
- 1944 - Romain Rolland, fransk forfatter og modtager af Nobelprisen i litteratur (født 1866).
- 1968 - Trygve Lie, norsk generalsekretær for FN (født 1896).
- 1970 - Sonny Liston, amerikansk bokser (født 1932).
- 1981 - Ellen Jansø, dansk skuespiller (født 1906).
- 1984 - Klaus Scharling Nielsen, dansk skuespiller (født 1932).
- 2004 - Artie Shaw, amerikansk orkesterleder og musiker (født 1910).
- 2006 - Saddam Hussein, irakisk diktator (født 1937) - henrettet.
- 2006 - Ann-Britt Mathisen, dansk radiovært (født 1943).
- 2009 - Abdurrahman Wahid, indonesisk politiker (født 1940).
- 2010 - Per Oscarsson, svensk skuespiller (født 1927).

|  | Denne datoartikel kan blive bedre, hvis der indsættes et (bedre) billede Du kan hjælpe ved at afsøge Wikimedia Commons for et passende billede eller uploade et godt billede til Wikimedia Commons iht. de tilladte licenser og indsætte det i artiklen. |